# Lista de episódios Beauty & the Beast (série de 2012)
Este artigo contém informações sobre vários episódios de Beauty & the Beast (Brasil: A Bela e a Fera / Portugal: A Bela e o Monstro), uma série americana de ficção científica, romance e suspense, produzida pela The CW e levemente inspirada na série homônima de 1987 da CBS.
Até o momento, desde a estreia da série, já foram exibidos 44 episódios.

## Resumo da série
| Temporadas | Temporadas | Episódios | Exibido nos EUA       | Exibido nos EUA       |
| Temporadas | Temporadas | Episódios | Início de Temporada   | Final de Temporada    |
| ---------- | ---------- | --------- | --------------------- | --------------------- |
|            | 1          | 22        | 11 de outubro de 2012 | 16 de maio de 2013    |
|            | 2          | 22        | 7 de outubro de 2013  | 7 de julho de 2014    |
|            | 3          | 13        | 11 de junho de 2015   | 3 de setembro de 2015 |
|            | 4          | 13        | 2 de junho de 2016    | 25 de agosto de 2016  |

## Laçamento em DVD
| Temporadas | Temporadas | Lançamento do Box de DVD | Lançamento do Box de DVD | Lançamento do Box de DVD |
| Temporadas | Temporadas | Região 1                 | Região 2                 | Região 4                 |
| ---------- | ---------- | ------------------------ | ------------------------ | ------------------------ |
|            | 1          | 1 de outubro de 2013     | 10 de março de 2014      | 7 de janeiro de 2014     |
|            | 2          | 15 de março de 2015      | 9 de março de 2015       | abril de 2015            |
|            | 3          | TBA                      | TBA                      | TBA                      |
|            | 4          | TBA                      | TBA                      | TBA                      |

## Episódios

### 1ª temporada (2012–2013)
| Nº | Episódio | Título                 | Diretor        | Escritor                                                          | Exibido originalmente   | Audiência EUA (milhões) / (Demo 18-49 anos) |
| --- | -------- | ---------------------- | -------------- | ----------------------------------------------------------------- | ----------------------- | ------------------------------------------- |
| 1 | 1        | "Pilot"                | Gary Fleder    | Sherri Cooper & Jennifer Levin                                    | 11 de outubro de 2012   | 2.78 / 1.2                                  |
| No outono de 2003, a jovem Catherine Chandler, então com 19 anos, testemunha o assassinato de sua mãe Vanessa, morta por dois pistoleiros desconhecidos. Ambos perseguiram Catherine adentro de uma floresta na tentativa de também exterminá-la, onde ela acabou sendo salva por uma fera humanóide misteriosa. Em 2012, Catherine, agora uma bem sucedida detetive da polícia de Nova York, ainda está atormentada por lembranças daquela fera misteriosa, bem como o assassinato não solucionado de sua mãe. "Cat" e sua parceira detetive, Tess, estão investigando o assassinato de uma editora de moda, Ashley Webster, em um hotel. Durante a busca, ela encontra impressões digitais de Vincent Keller, médico já falecido, sobre o cadáver. Ela então vem a descobrir que Keller está vivo e só estava ajudando Webster, cuja morte foi o resultado de um envenenamento anterior. Após mais investigações, Cat descobre que uma das amantes de Alex, o infiel marido de Ashley, foi a autora do crime. Cat novamente acaba se encontrando com Vincent quando ele a salva novamente durante um ataque de assassinos contratados em um túnel de metrô. Cat descobre a verdade sobre Vincent: ele é a fera misteriosa que a salvou 9 anos atrás. |          |                        |                |                                                                   |                         |                                             |
| 2 | 2        | "Proceed with Caution" | Rick Bota      | Sherri Cooper & Jennifer Levin                                    | 18 de outubro de 2012   | 2.00 / 0.7                                  |
| Quando uma bailarina é assassinada, Cat investiga possíveis agressores com a ajuda de Vincent. No entanto, quando Cat ultrapassa limites ela se encontra em uma posição complicada com Muirfield. Enquanto isso, Cat se esforça para equilibrar sua vida profissional e familiar quando sua irmã, Heather, começa a sentir negligenciada. |          |                        |                |                                                                   |                         |                                             |
| 3 | 3        | "All In"               | P. J. Pesce    | Jeff Rake                                                         | 1.88 / 0.6              |                                             |
| 4 | 4        | "Basic Instinct"       | Bradley Walsh  | Roger Grant                                                       | 1.70 / 0.6              |                                             |
| Depois de Vincent reavivar um adolescente, Cat descobre que o rapaz tem um histórico de fraturas ósseas e investiga. Silverfox e seus agentes fazem uma oferta à Cat: entregar Vincent em troca de informações sobre a morte de sua mãe. |          |                        |                |                                                                   |                         |                                             |
| 5 | 5        | "Saturn Returns"       | Steve Adelson  | Story by: Blair Singer Teleplay by: Blair Singer & Kelly Souders  | 8 de novembro de 2012jj | 1.84 / 0.7                                  |
| 6 | 6        | "Worth"                | Kevin Fair     | Allison Moore                                                     | 15 de novembro de 2012  | 1.56 / 0.6                                  |
| 7 | 7        | "Out of Control"       | Rick Bota      | Brian Wayne Peterson & Kelly Souders                              | 29 de novembro de 2012  | 1.52 / 0.6                                  |
| 8 | 8        | "Trapped"              | Paul Fox       | Emily Silver                                                      | 6 de dezembro de 2012   | 1.41 / 0.5                                  |
| Vincent relembra memórias de seu passado, enquanto Tess e Cat investigam um atentado contra a vida de uma estrela pop adolescente. J.T. e Cat tentam encontrar uma solução para os apagões de Vincent. |          |                        |                |                                                                   |                         |                                             |
| 9 | 9        | "Bridesmaid Up!"       | Mairzee Almas  | Sherri Cooper & Jennifer Levin                                    | 13 de dezembro de 2012  | 1.59 / 0.6                                  |
| 10 | 10       | "Seeing Red"           | Rick Bota      | Roger Grant                                                       | 24 de janeiro de 2013   | 1.79 / 0.7                                  |
| 11 | 11       | "On Thin Ice"          | Michael Rohl   | Blair Singer                                                      | 31 de janeiro de 2013   | 1.72 / 0.7                                  |
| 12 | 12       | "Cold Turkey"          | Fred Gerber    | Allison Moore                                                     | 7 de fevereiro de 2013  | 1.48 / 0.6                                  |
| 13 | 13       | "Trust No One"         | Bobby Roth     | Brian Peterson & Kelly Souders                                    | 14 de fevereiro de 2013 | 1.40 / 0.5                                  |
| 14 | 14       | "Tough Love"           | Bradley Walsh  | Don Whitehead & Holly Henderson                                   | 21 de fevereiro de 2013 | 1.54 / 0.5                                  |
| 15 | 15       | "Any Means Possible"   | Steve Adelson  | Roger Grant                                                       | 14 de março de 2013     | 1.43 / 0.5                                  |
| Catherine e Vincent colaboram para rastrear uma testemunha da cena do crime que vai limpar o nome de Vincent. Vincent e Catherine se aproximam. |          |                        |                |                                                                   |                         |                                             |
| 16 | 16       | "Insatiable"           | Lee Rose       | Blair Singer                                                      | 21 de março de 2013     | 1.72 / 0.6                                  |
| 17 | 17       | "Partners in Crime"    | Rick Rosenthal | Emily Silver                                                      | 28 de março de 2013     | 1.50 / 0.6                                  |
| 18 | 18       | "Heart of Darkness"    | Scott Peters   | Roger Grant & Blair Singer                                        | 18 de abril de 2013     | 1.59 / 0.6                                  |
| 19 | 19       | "Playing with Fire"    | Mike Rohl      | Brian Studler                                                     | 25 de abril de 2013     | 1.24 / 0.5                                  |
| 20 | 20       | "Anniversary"          | Mairzee Almas  | Don Whitehead & Holly Henderson                                   | 2 de maio de 2013       | 1.23 / 0.5                                  |
| 21 | 21       | "Date Night"           | Kevin Fair     | Story by: Roger Grant Teleplay by: Jennifer Levin & Sherri Cooper | 9 de maio de 2013       | 1.29 / 0.5                                  |
| Cat e Vincent vão a um encontro em público na tentativa de ser um casal normal, o que sai pela culatra. Enquanto isso, Gabe revela algumas informações que dá Cat esperanças de que possam encontrar uma cura para Vincent. |          |                        |                |                                                                   |                         |                                             |
| 22 | 22       | "Never Turn Back"      | Rick Bota      | Kelly Souders & Brian Peterson                                    | 16 de maio de 2013      | 1.26 / 0.5                                  |
| Quando segredos sobre a família de Cat são revelados, tudo o que Cat sabia sobre seu passado muda. Vincent se encontra encarando sua morte face a face, enquanto Gabe toma medidas drásticas para obter algumas respostas. |          |                        |                |                                                                   |                         |                                             |

### 2ª temporada (2013–2014)
Em 26 de abril de 2013, O canal The CW renovou Beauty & the Beast Para sua segunda temporada com mais 22 episódios.
| Nº | Episódio | Título                          | Diretor           | Escritor                                                          | Exibido originalmente   | Audiência EUA (milhões) |
| --- | -------- | ------------------------------- | ----------------- | ----------------------------------------------------------------- | ----------------------- | ----------------------- |
| 23 | 1        | "Who Am I?"                     | Stuart Gillard    | Brad Kern                                                         | 7 de outubro de 2013    | 0.86                    |
| Três meses após Muirfield sequestrar Vincent Keller, a detetive Catherine Chandler o reencontra – mas não da formar que ela planejava. Ele está mudado: sua cicatriz desapareceu, sua memória foi apagada e ele retorna como uma fera ainda mais forte em uma missão misteriosa. Catherine precisa desemaranhar as razões por trás da mudança de Vincent se tiver alguma esperança de recuperar o amor épico deles, enquanto também tentar solucionar os segredos que rodeam sua própria vida. |          |                                 |                   |                                                                   |                         |                         |
| 24 | 2        | "Kidnapped"                     | Rick Bota         | Jennifer Levin & Sherri Cooper                                    | 14 de outubro de 2013   | 0.90                    |
| Enquanto tenta descobrir mais sobre a missão de Vincent, Cat é sequestrada por ele. A química entre eles se intensifica e complica as coisas. Enquanto isso, Tess, J.T. e Gabe se juntam para ajudar Cat. |          |                                 |                   |                                                                   |                         |                         |
| 25 | 3        | "Liar, Liar"                    | Bradley Walsh     | John A. Norris                                                    | 21 de outubro de 2013   | 0.82                    |
| Cat e Vincent rastreiam uma fera misteriosa enquanto mantêm suas agendas individuais um do outro em um jogo inteligente de gato-e-rato. Enquanto isso, Heather tem uma revelação bombástica para Cat, e Tess confronta Gabe sobre seus motivos reais para ajudar Cat. |          |                                 |                   |                                                                   |                         |                         |
| 26 | 4        | "Hothead"                       | Michael Robison   | Roger Grant                                                       | 28 de outubro de 2013   | 0.83                    |
| Cat decide sair e se divertir com Tess, mas acidentalmente se vê no meio de uma luta que também envolve um juiz. Enquanto isso, Gabe está perseguindo uma fera que está botando fogo em propriedades por toda Manhattan. Vincent é nocauteado quando tenta atacar a fera e é enviado para um hospital, onde acaba encontrando seu sobrinho, Aaron. Quando os bombeiros descobrem a localização da fera, Aaron tenta exterminá-la por conta própria. Vincent salva Aaron e, quando Gabe e Cat tentar salvar a fera, ela morre. |          |                                 |                   |                                                                   |                         |                         |
| 27 | 5        | "Reunion"                       | Fred Gerber       | Eric Tuchman                                                      | 4 de novembro de 2013   | 0.68                    |
| Cat volta ao passado quando participa de um encontro de turma de sua época de colégio, onde ela descobre mais sobre o seu passado do que jamais poderia esperar. Enquanto isso, Vicente se encontra com um de seus velhos amigos militares que esconde um segredo muito perigoso |          |                                 |                   |                                                                   |                         |                         |
| 28 | 6        | "Father Knows Best"             | Paul Kaufman      | Brad Kern & Roger Grant                                           | 11 de novembro de 2013  | 0.90                    |
| Cat confronta seu pai biológico sobre o papel misterioso ele desempenhou em sua vida, enquanto Vincent tem que neutralizar uma fera do alto escalão. Durante esta missão, Vincent se vê resgatando Tori, uma donzela em perigo, que pode ser a chave para completar a sua missão. |          |                                 |                   |                                                                   |                         |                         |
| 29 | 7        | "Guess Who's Coming to Dinner?" | Jeff Renfroe      | Wendy Straker Hauser                                              | 18 de novembro de 2013  | 0.68                    |
| Após a vida de Vincent ficar em perigo, Cat decide que eles devem passar o feriado de Ação de Graças com seu pai, a fim de obter informações sobre as missões de Vincent. No entanto, quando Gabe e Tori participam das festividades, os sentimentos reais são revelados e segredos são expostos. Enquanto isso, J.T. e Tess têm uma surpresa enquanto celebram o dia de Ação de Graças juntos. |          |                                 |                   |                                                                   |                         |                         |
| 30 | 8        | "Man or Beast?"                 | Stuart Gillard    | John A. Norris                                                    | 25 de novembro de 2013  | 0.74                    |
| Vincent and Cat encontram-se em desacordo sobre como lidar com o Agente Reynolds, o que obriga Vincent a se perguntar se ele é mais fera do que o homem. Cat faz uma escolha drástica que mudará para sempre sua relação com Vincent. |          |                                 |                   |                                                                   |                         |                         |
| 31 | 9        | "Don't die on Me"               | Mairzee Almas     | Eric Tuchman                                                      | 13 de janeiro de 2014   | 0.71                    |
| Para evitar que Vincent termine se lesionando ainda mais, Cat ajuda a proteger Tori quando sua vida está ameaçada, revelando um novo e inesperado mistério. Enquanto isso, a teimosia de Vincent em intervir leva à conseqüências que transformarão a vida de todos, o que faz com que Gabe e Cat se aproximarem. |          |                                 |                   |                                                                   |                         |                         |
| 32 | 10       | "Ancestors"                     | Steven A. Adelson | Roger Grant & Rupa Magge                                          | 20 de janeiro de 2014   | 0.74                    |
| Vincent goza de seu novo status de celebridade como o "herói de guerra" ressurgido. Já J.T. estuda o esqueleto recuperado do pai de Tori, quando descobre que o esqueleto pertence à uma espécie de fera de cerca de 10.000 anos de idade, cujo DNA tem os mesmos marcadores que os de Vicent e Tori. J.T. é atacado e o colar do esqueleto furtado. Enquanto isso, Cat recebe uma oferta do FBI para trabalhar num caso secreto investigando um assalto. Sem saberem, ambos Vincent e Cat se envolvem com tal caso e procuram por uma certa pedra preciosa, porém por motivos diferentes. A pedra preciosa se encaixa perfeitamente no colar e é revelado que na verdade existe uma possibilidade de ter sido uma coleira para uma fera, mas ambos J.T. e Vincent contemplam se a jóia é apenas ornamental ou se há mais do que seus olhos podem ver. Um link entre uma ancestral de Cat, a pedra preciosa e, subsequentemente, as feras é revelado, levando Cat a questionar e refletir sobre toda essa nova informação. No final, Cat beija Gabe como agradecimento por confiar nela durante a operação secreta. |          |                                 |                   |                                                                   |                         |                         |
| 33 | 11       | "Held Hostage"                  | Sudz Sutherland   | Pamela Sue Anton                                                  | 27 de janeiro de 2014   | 0.82                    |
| Um grupo de criminosos, que buscam roubar um colar raro na posse de Tori, mantêm Cat, Tori e Tess reféns na delegacia, deixando Vincent como sua única esperança de socorro. Vincent é forçado a tomar uma decisão já que poderia revelar sua verdadeira identidade à toda frota policial ao socorrê-las. |          |                                 |                   |                                                                   |                         |                         |
| 34 | 12       | "Recipe for Disaster"           | Allan Kroeker     | Brad Kern & Wendy Straker Hauser                                  | 3 de fevereiro de 2014  | 0.93                    |
| Cat e Vincent têm que trabalharem juntos para salvar J.T. quando ele é sequestrado, enquanto Tori tenta intervir, com conseqüências fatais. Enquanto isso, um estranho do passado da agente do FBI Dana Landon é resgatado junto com J.T., e pode ter algumas dicas sobre o passado bestial de Vincent. |          |                                 |                   |                                                                   |                         |                         |
| 35 | 13       | "Till Death"                    | Stuart Gillard    | Story by: Roger Grant Teleplay by: Sherri Cooper & Jennifer Levin | 10 de fevereiro de 2014 | 0.74                    |
| Numa tentativa para rastrear o captor de Sam, Vincent e Cat têm que trabalharem juntos no Dia dos Namorados. |          |                                 |                   |                                                                   |                         |                         |
| 36 | 14       | "Redemption"                    | Grant Harvey      | John A. Norris                                                    | 17 de fevereiro de 2014 | 0.77                    |
| Quando alguns conhecidos de Gabe somem, Cat e Vincent se unem para salvá-los. Vincent acaba voltando para o hospital, onde ele era residente, o que lhe permite ver como sua vida poderia ter sido. |          |                                 |                   |                                                                   |                         |                         |
| 37 | 15       | "Catch me if you can"           | Norma Bailey      | Eric Tuchman                                                      | 3 de março de 2014      | 0.87                    |
| Sentindo-se dividida entre seu atual namorado e seu ex, Cat tem que decidir entre Gabe e Vincent. Enquanto Cat e Vincent trabalham juntos para salvar a última vítima de Sam, a decisão de Cat fica ainda mais complicada quando ela e Vincent se encontram em uma situação comprometedora. |          |                                 |                   |                                                                   |                         |                         |
| 38 | 16       | "About last night"              | Stuart Gillard    | Melissa Glenn                                                     | 10 de março de 2014     | 0.80                    |
| Na manhã após uma noite de amor, Cat sai sem deixar um bilhete para Vincent. Vincent diz a J.T. que sua noite com Cat significou muito para ele e que foi muito mais do que sexo de despedida. Enquanto isso, Cat diz à Tess que, embora o sexo foi maravilhoso, foi apenas sexo de despedida. Sam escapa da prisão onde estava detido, distraindo a atenção dos guardas ao injetar um prisioneiro com o soro enquanto estão na enfermaria. Ele encontra as pessoas que ele estava procurando e injeta um deles com o soro e pede a ele para matar todo que estavam com ele. Cat e Vincent chegam na hora certa e Vincent mata a fera recém transformada. Gabe e Cat desmancham o namoro. Chegando em casa, Cat encontra a porta traseira aberta, o que significa que Vincent está no recinto, ela sorri e vai encontrá-lo no telhado e ambos confessam amor mútuo e passam a noite juntos. Na manhã seguinte Vincent é preso por assassinato. |          |                                 |                   |                                                                   |                         |                         |
| 39 | 17       | "Beast is the New Black"        | Fred Gerber       | Sherri Cooper & Jennifer Levin                                    | 2 de junho de 2014      | 1.06                    |
| Vincent vai preso por assassinato e Cat está com medo que ele seja condenado à prisão perpétua. Aterrorizada com a ideia de que ela morra se perdê-lo novamente, ela traça um plano para ajudá-lo a escapar da prisão e salvá-lo. |          |                                 |                   |                                                                   |                         |                         |
| 40 | 18       | "Cat and Mouse"                 | Jeff Renfroe      | Story by: Amy Van Curen Teleplay by: Brad Kern                    | 9 de junho de 2014      | 0.87                    |
| Um caçada por toda a cidade é estabelecida e Vincent é seu alvo. Temendo por sua segurança, tanto Cat quanto Vincent decidem ficar fora do circuito. Mas, inesperadamente, um novo aliado do FBI os abordam para que colaborem em um caso urgente de alto nível e que poderia ajudar Vincent a recuperar sua vida de volta. |          |                                 |                   |                                                                   |                         |                         |
| 41 | 19       | "Cold Case"                     | Rich Newey        | John A. Norris & Eric Tuchman                                     | 16 de junho de 2014     | 0.76                    |
| A irmã de Cat Heather aparece para uma visita surpresa no pior hora possível, assim que Gabe suspende Cat e Tess do esquadrão, em uma tentativa de forçar Vincent a sair de seu esconderijo. |          |                                 |                   |                                                                   |                         |                         |
| 42 | 20       | "Ever After"                    | Steven A. Adelson | Vanessa Rojas                                                     | 23 de junho de 2014     | 0.75                    |
| Cat e Vincent aceitam a oferta do agente Knox de se extraditarem e tentarem levar uma vida normal - mas forças fora de seu controle conspiram para expô-los e arrastá-los de volta para a briga. |          |                                 |                   |                                                                   |                         |                         |
| 43 | 21       | "Operation Fake Date"           | Fred Gerber       | Sherri Cooper & Jennifer Levin                                    | 30 de junho de 2014     | 0.84                    |
| Desesperado para tentar um recomeço com Cat, Gabe tenta conquistá-la ao convence-la a ir a um encontro com ele. No entanto, ela tem planos próprios sobre como salvar Vincent - e ao mesmo tempo que tenta planejar a festa de despedida de solteira de Heather. |          |                                 |                   |                                                                   |                         |                         |
| 44 | 22       | "Déjà Vu"                       | Stuart Gillard    | Brad Kern & Roger Grant                                           | 7 de julho de 2014      | 0.76                    |
| Cat procura uma maneira de frustrar Gabe e encontra sua resposta em um lugar inesperado: o diário de sua ancestral. Porém Cat teme a única opção oferecida pelo diário: a única forma de derrotar Gabe seria a morte de Vincent. |          |                                 |                   |                                                                   |                         |                         |

### 3ª temporada (2015)
Em 8 de maio de 2014 o canal norte-americano The CW confirmou a produção de uma terceira temporada de Beauty & The Beast.
| Nº | Episódio | Título                          | Diretor | Escritor        | Exibido originalmente | Audiência EUA (milhões) |
| --- | -------- | ------------------------------- | ------- | --------------- | --------------------- | ----------------------- |
| 45 | 1        | "Beast of Wallstreet"           | N/A     | N/A             | 11 de junho de 2015   | ASA                     |
| Com o casal feliz aparentemente aproveitando uma vida comum, Vincent acredita que finalmente chegou a hora de propor casamento, mas logo Cat se depara com um caso extraordinário do FBI envolvendo alguém sobrenatural que está agindo de forma violenta. Apesar de sua relutância em se envolver com a investigação, já que tem medo de perder a normalidade encontrada, Vincent acaba sem opção quando Cat é ferida após descobrir que alguém está drogando vítimas inocentes e transformando-as em super-humanos. Enquanto isso, Tess acusa J.T de “enrolar” em sua recuperação, já que ele tenta entender a razão de ainda estar vivo. |          |                                 |         |                 |                       |                         |
| 46 | 2        | "Primal Fear"                   | N/A     | N/A             | 18 de junho de 2015   | ASA                     |
| Vincent vai morar com Cat, o que leva os dois a conversarem sobre as mudanças velozes da relação. Ao mesmo tempo, eles investigam uma nova e chocante descoberta na caça ao responsável pelos experimentos envolvendo a criação de super-humanos. Enquanto isso, J.T tenta impressionar os irmãos de Tess e descobre que podem existir efeitos colaterais da medicação que recebeu do agente Thomas. Para completar, Heather volta para a cidade portando um anúncio surpreendente”. |          |                                 |         |                 |                       |                         |
| 47 | 3        | "Bob & Carol, Vin & Cat"        | N/A     | N/A             | 25 de junho de 2015   | ASA                     |
| 48 | 4        | "Heart of the Matter"           | N/A     | N/A             | 2 de julho de 2015    | ASA                     |
| 49 | 5        | "Most Dangerous"                | N/A     | N/A             | 9 de julho de 2015    | ASA                     |
| 50 | 6        | "Chasing Ghosts"                | N/A     | N/A             | 16 de julho de 2015   | ASA                     |
| 51 | 7        | "Both Sides Now"                | N/A     | N/A             | 23 de julho de 2015   | ASA                     |
| 52 | 8        | "N/A"                           | N/A     | N/A             | 30 de julho de 2015   | ASA                     |
| 53 | 9        | "Can't Be Our Problem Any More" | N/A     | N/A             | 6 de agosto de 2015   | ASA                     |
| 54 | 10       | "Patient X"                     | N/A     | N/A             | 13 de agosto de 2015  | ASA                     |
| 55 | 11       | "Unbreakable"                   | N/A     | N/A             | 20 de agosto de 2015  | ASA                     |
| 56 | 12       | "Sins of the Fathers"           | N/A     | Gillian Horvath | 27 de agosto de 2015  | ASA                     |
| 57 | 13       | "Destined"                      | N/A     | N/A             | 3 de setembro de 2015 | ASA                     |

### 4ª temporada (2016)
Em 13 de fevereiro de 2015 o canal norte-americano The CW confirmou a produção de uma quarta temporada e última temporada de Beauty & The Beast.
| Nº | Episódio | Título                           | Diretor | Escritor | Exibido originalmente | Audiência EUA (milhões) / (Demo 18-49) |
| -- | -------- | -------------------------------- | ------- | -------- | --------------------- | -------------------------------------- |
| 58 | 1        | "Monsieur et Madame Bete"        | N/A     | N/A      | 26 de Junho de 2016   | 0.83 / 0.2                             |
| 59 | 2        | "Beast Interrupted"              | N/A     | N/A      | 09 de Junho de 2016   | 0.76 / 0.2                             |
| 60 | 3        | "Down for the Count"             | N/A     | N/A      | 16 de Junho de 2016   | 0.79 / 0.2                             |
| 61 | 4        | "Something’s Gotta Give"         | N/A     | N/A      | 26 de Junho de 2016   | 0.82 / 0.2                             |
| 62 | 5        | "It’s a Wonderful Beast"         | N/A     | N/A      | 30 de Junho de 2016   | 0.75 / 0.2                             |
| 63 | 6        | "Beast of Times, Worst of Times" | N/A     | N/A      | 07 de Julho de 2016   | 0.77 / 0.2                             |
| 64 | 7        | "Point of No Return"             | N/A     | N/A      | 14 de Julho de 2016   | 0.71 / 0.2                             |
| 65 | 8        | "Love Is a Battlefield"          | N/A     | N/A      | 21 de Julho de 2016   | 0.72 / 0.2                             |
| 66 | 9        | "The Getaway"                    | N/A     | N/A      | 28 de Julho de 2016   | 0.70 / 0.2                             |
| 67 | 10       | "Means To An End"                | N/A     | N/A      | 04 de Agosto de 2016  | ASA                                    |
| 68 | 11       | "Meet The New Beast"             | N/A     | N/A      | 11 de Agosto de 2016  | ASA                                    |
| 69 | 12       | "N/A"                            | N/A     | N/A      | 18 de Agosto de 2016  | ASA                                    |
| 70 | 13       | "N/A"                            | N/A     | N/A      | 25 de Agosto de 2016  | ASA                                    |